# Leichtathletik-U20-Südamerikameisterschaften 2024
Die 46. Leichtathletik-U20-Südamerikameisterschaften fanden vom 12. bis zum 13. Juli 2024 in der peruanischen Hauptstadt Lima statt, das damit zum fünften Mal Ausrichter dieser Wettkämpfe war.

## Ergebnisse

### Männer

#### 100 m
| Platz           | Athlet                   | Land | Zeit (s) |
| --------------- | ------------------------ | ---- | -------- |
| 1               | Benjamin Aravena         | CHI  | 10,65    |
| 2               | Aron Earl                | PER  | 10,66    |
| 3               | Tomás Mondino            | ARG  | 10,82    |
| 4               | Manuel Juárez            | ARG  | 10,90    |
| 5               | Dylan Ocoro              | COL  | 10,98    |
| 6               | Paulo Henrique Pedroso   | BRA  | 11,48    |
|                 | Wesley Henrique Dionisio | BRA  | DNF      |
| Adrián Nicolari | URU                      | DNS  |          |

Finale: 12. Juli
Wind: −0,6 m/s

#### 200 m
| Platz | Athlet                   | Land | Zeit (s) |
| ----- | ------------------------ | ---- | -------- |
| 1     | Benjamin Aravena         | CHI  | 21,62    |
| 2     | Wesley Henrique Dionisio | BRA  | 21,66    |
| 3     | Paulo Henrique Pedroso   | BRA  | 21,73    |
| 4     | Manuel Juárez            | ARG  | 21,79    |
| 5     | Tomás Mondino            | ARG  | 21,81    |
| 6     | Santiago Lazar           | URU  | 22,08    |
| 7     | Hugo Thyme               | COL  | 22,36    |
| 8     | Anderson Tavara          | PER  | 22,93    |

Finale: 13. Juli
Wind: −0,5 m/s

#### 400 m
| Platz | Athlet           | Land | Zeit (s) |
| ----- | ---------------- | ---- | -------- |
| 1     | Malachi Austin   | GUY  | 47,21    |
| 2     | Ian Andrey Pata  | ECU  | 47,69    |
| 3     | Vinícius Moura   | BRA  | 48,29    |
| 4     | Òscar Leal       | COL  | 48,46    |
| 5     | Jeffrey Cajo     | PER  | 48,50    |
| 6     | Anderson Tavara  | PER  | 49,61    |
| 7     | Esteban Bermúdez | COL  | 50,20    |
| 8     | Justin Albarez   | ECU  | 51,01    |

13. Juli

#### 800 m
| Platz | Athlet              | Land | Zeit (min) |
| ----- | ------------------- | ---- | ---------- |
| 1     | Uriel Rodrigo Muñoz | ARG  | 1:51,22    |
| 2     | Lucas Jara          | CHI  | 1:51,84    |
| 3     | Bryan Reis          | BRA  | 1:52,00    |
| 4     | Carlos Eduardo Lara | BRA  | 1:52,01    |
| 5     | Tomás Mirón         | ARG  | 1:52,60    |
| 6     | Giancarlo Bravo     | PER  | 1:54,75    |
| 7     | Diego Camacho       | PAN  | 1:54,77    |
| 8     | William Moreno      | COL  | 1:54,90    |

14. Juli

#### 1500 m
| Platz | Athlet              | Land | Zeit (min) |
| ----- | ------------------- | ---- | ---------- |
| 1     | Uriel Rodrigo Muñoz | ARG  | 3:55,82    |
| 2     | Lucas Jara          | CHI  | 3:56,31    |
| 3     | Luis Huamán         | PER  | 3:57,48    |
| 4     | Marcos Jiménez      | ECU  | 3:58,42    |
| 5     | Gonzalo Gervasini   | URU  | 3:59,23    |
| 6     | Bryan Reis          | BRA  | 3:59,53    |
| 7     | Mateo Doherty       | ARG  | 3:59,73    |
| 8     | Sebastián Dossow    | CHI  | 3:59,81    |

13. Juli

#### 3000 m
| Platz | Athlet           | Land | Zeit (min) |
| ----- | ---------------- | ---- | ---------- |
| 1     | Luis Huamán      | PER  | 8:38,31    |
| 2     | Manuel Rojas     | ARG  | 8:39,08    |
| 3     | Brayan Huanca    | PER  | 8:40,90    |
| 4     | Gustavo Rosa     | BRA  | 8:44,17    |
| 5     | Jesús Amador     | COL  | 8:46,17    |
| 6     | Sebastián Dossow | CHI  | 8:47,05    |
| 7     | Pablo Ñauta      | ECU  | 8:50,70    |
| 8     | Ruan Vais        | BRA  | 8:51,22    |

14. Juli

#### 5000 m
| Platz | Athlet              | Land | Zeit (min) |
| ----- | ------------------- | ---- | ---------- |
| 1     | Khenny Meneses      | PER  | 14:27,60   |
| 2     | Manuel Rojas        | ARG  | 14:28,44   |
| 3     | Brayan Huanca       | PER  | 14:39,97   |
| 4     | Jessiel Paéz        | ECU  | 14:46,78   |
| 5     | Samuel Costa        | BRA  | 15:05,76   |
| 6     | Gustavo Felipe Rosa | BRA  | 15:17,02   |
| 7     | Sebastian Pionce    | ECU  | 15:17,04   |
| 8     | Gastón González     | CHI  | 15:39,72   |

#### 10.000 m Bahngehen
| Platz | Athlet                 | Land | Zeit (min) |
| ----- | ---------------------- | ---- | ---------- |
| 1     | Jesus Leonardo Ramirez | COL  | 43:06,71   |
| 2     | Julián Alfonso         | COL  | 43:07,55   |
| 3     | Ivan Oña               | ECU  | 43:25,79   |
| 4     | Alex Sánchez           | ECU  | 44:13,76   |
| 5     | Klaubert Ferreira      | BRA  | 45:24,32   |
| 6     | José Ccoscco           | PER  | 45:32,26   |
| 7     | Matías Espinoza        | PER  | 46:21,06   |

14. Juli

#### 110 m Hürden (99 cm)
| Platz | Athlet              | Land | Zeit (s) |
| ----- | ------------------- | ---- | -------- |
| 1     | Vinícius de Brito   | BRA  | 13,86    |
| 2     | Odair Gonçalves     | BRA  | 14,09    |
| 3     | Geronimo Cañizalez  | COL  | 14,17    |
| 4     | Germán Quiroz       | COL  | 14,18    |
| 5     | Fabrizio Jara       | PAR  | 14,44    |
| 6     | Güercio Pérez       | PAR  | 14,45    |
| 7     | Brahian Fretes      | PAR  | 14,58    |
| 8     | Francisco Ferreccio | ARG  | 15,63    |

Finale:
+0,2 m/s

#### 400 m Hürden
| Platz | Athlet              | Land | Zeit (s) |
| ----- | ------------------- | ---- | -------- |
| 1     | José David Mosquera | COL  | 52,11    |
| 2     | Ramón Fuenzalida    | CHI  | 52,46    |
| 3     | Ian Andrey Pata     | COL  | 52,86    |
| 4     | Lucas de Almeida    | BRA  | 53,21    |
| 5     | Héctor Barrios      | COL  | 54,44    |
| 6     | Roineld Lara        | VEN  | 54,62    |
| 7     | Evian Solorzano     | PER  | 59,46    |
|       | Kenyi Aguirre       | PER  | DNF      |

#### 3000 m Hindernis
| Platz | Athlet            | Land | Zeit (min) |
| ----- | ----------------- | ---- | ---------- |
| 1     | Samuel Costa      | BRA  | 9:08,79    |
| 2     | Leonardo Guerrero | ARG  | 9:13,49    |
| 3     | Julio Espinoza    | CHI  | 9:27,34    |
| 4     | Lizardo Huamani   | PER  | 9:31,93    |
| 5     | Richard Tuquerres | ECU  | 9:44,48    |
| 6     | Gustavo Almeida   | BRA  | 9:49,53    |
| 7     | Gadiel Vallejos   | ARG  | 9:49,80    |
| 8     | Andrey Vaca       | ECU  | 10:08,26   |

#### 4 × 100 m Staffel
| Platz | Land        | Athleten                                                                | Zeit (s) |
| ----- | ----------- | ----------------------------------------------------------------------- | -------- |
| 1     | Brasilien   | Murilo dos Santos Wesley Dionisio Renan Firakawa Paulo Henrique Pedroso | 41,20    |
| 2     | Argentinien | Francisco Ferreccio Güercio Pérez Manuel Juarez Tomás Mondino           | 41,47    |
| 3     | Ecuador     | José Guevara Ian Andrey Pata Johnny Ramírez Roy Chila                   | 41,84    |
| 4     | Peru        | Adriano Alonso Mariano Fioleduardo Matías Espinoza Aron Earl            | 42,31    |
|       | Kolumbien   | Geronimo Cañizalez Mauricio Rosales Hugo Thyme Dylan Ocoro              | DNF      |

#### 4 × 400 m Staffel
| Platz | Land        | Athleten                                                       | Zeit (min) |
| ----- | ----------- | -------------------------------------------------------------- | ---------- |
| 1     | Brasilien   | Vinícius Moura Bryan Reis Lucas de Almeida Carlos Eduardo Lara | 3:14,63    |
| 2     | Argentinien | Manuel Juarez Güercio Pérez Tomás Mirón Tomás Mondino          | 3:14,94    |
| 3     | Kolumbien   | Esteban Bermudez Hector Barrios José Mosquera Oscar Leal       | 3:16,48    |
| 4     | Ecuador     | Elias Cañola Justin Albarez Erick Paredes Ian Andrey Pata      | 3:19,57    |

#### Hochsprung
| Platz | Athlet                    | Land | Höhe (m) |
| ----- | ------------------------- | ---- | -------- |
| 1     | Jholeixon Rodríguez       | ECU  | 2,01     |
| 2     | Janer Caicedo             | COL  | 1,95     |
| 3     | Eric Gudes                | BRA  | 1,95     |
| 4     | Deyvid Lara               | ECU  | 1,95     |
| 5     | Luiz Henrique de Oliveira | BRA  | 1,90     |
| 6     | Daniel Zamudio            | COL  | 1,85     |
| 7     | Lucas Valerio             | PER  | 1,80     |
|       | Cristóbal Sahurie         | CHI  | NMH      |

#### Stabhochsprung
| Platz           | Athlet                    | Land | Höhe (m) |
| --------------- | ------------------------- | ---- | -------- |
| 1               | Pedro Henrique dos Santos | BRA  | 4,70     |
| 2               | Andres Torres             | COL  | 4,40     |
|                 | Leonardo Olate            | CHI  | NMH      |
| Matias Figueroa | COL                       | NMH  |          |
| Kauan Lima      | BRA                       | NMH  |          |
| Andy Espinoza   | ECU                       | NMH  |          |

#### Weitsprung
| Platz | Athlet                     | Land | Weite (m) |
| ----- | -------------------------- | ---- | --------- |
| 1     | Murilo Henrique dos Santos | BRA  | 7,32      |
| 2     | Renan Firakawa             | BRA  | 7,08      |
| 3     | Christopher Thiessen       | PAR  | 7,01      |
| 4     | Alexander Villalba         | PAR  | 6,86      |
| 5     | Àngel Sevillano            | ECU  | 6,76      |
| 6     | Nicolás Rivera             | PER  | 6,74      |
| 7     | Andres de la Barrera       | COL  | 6,61      |
| 8     | Brayan Piñeros             | COL  | 6,52      |

#### Dreisprung
| Platz | Athlet          | Land | Weite (m) |
| ----- | --------------- | ---- | --------- |
| 1     | Santiago Theran | COL  | 15,56     |
| 2     | Gilvan Ribeiro  | BRA  | 15,52     |
| 3     | Roy Chila       | ECU  | 14,98     |
| 4     | Mikael Araújo   | BRA  | 14,91     |
| 5     | Pablo Buelvas   | COL  | 14,17     |
| 6     | Isrrael Ambicho | PER  | 13,04     |

#### Kugelstoßen (6 kg)
| Platz | Athlet            | Land | Weite (m) |
| ----- | ----------------- | ---- | --------- |
| 1     | Alessandro Borges | BRA  | 18,48     |
| 2     | Erik Caicedo      | ECU  | 17,02     |
| 3     | Pedro Modesto     | BRA  | 16,79     |
| 4     | Juan Montaño      | COL  | 14,52     |
| 5     | Alan Fell         | CHI  | 14,44     |
| 6     | Santiago Pimentel | COL  | 13,92     |

#### Diskuswurf (1,75 kg)
| Platz | Athlet            | Land | Weite (m) |
| ----- | ----------------- | ---- | --------- |
| 1     | Juan Montaño      | COL  | 60,29     |
| 2     | Alberto Rodrigues | BRA  | 58,56     |
| 3     | Alan Fell         | CHI  | 53,88     |
| 4     | Luan Braz         | BRA  | 53,60     |
| 5     | Jordan Ayovi      | ECU  | 50,46     |

#### Hammerwurf (6 kg)
| Platz | Athlet            | Land | Weite (m) |
| ----- | ----------------- | ---- | --------- |
| 1     | Cipriano Riquelme | CHI  | 68,19     |
| 2     | Juan Scarpetta    | COL  | 68,16     |
| 3     | Eduardo Cardoso   | BRA  | 66,33     |
| 4     | Benjamin Melo     | CHI  | 66,20     |
| 5     | Adrian Martins    | BRA  | 64,50     |
| 6     | Salvador García   | PER  | 57,24     |
|       | Cristhian Chero   | PER  | NM        |

#### Speerwurf
| Platz | Athlet            | Land | Weite (m) |
| ----- | ----------------- | ---- | --------- |
| 1     | Yirmar Torres     | ECU  | 73,21     |
| 2     | Arthur Monteiro   | BRA  | 71,90     |
| 3     | Orlando Fernández | VEN  | 67,70     |
| 4     | Alex Boher        | BRA  | 63,27     |
| 5     | Santiago Pimentel | COL  | 63,06     |
| 6     | Pablo Bassi       | CHI  | 62,96     |
| 7     | Kevin Machado     | URU  | 54,18     |

#### Zehnkampf
| Platz | Athlet             | Land | Punkte |
| ----- | ------------------ | ---- | ------ |
| 1     | Alexander Männel   | PAR  | 6868   |
| 2     | Edgar Rosabal      | URU  | 6802   |
| 3     | Facundo Millan     | CHI  | 6398   |
| 4     | Igor de Lima       | BRA  | 6218   |
| 5     | Henrique Rodrigues | BRA  | 6146   |
| 6     | Jefferson Paredes  | ECU  | 5876   |
| 7     | Maykel Rua         | ECU  | 4825   |

### Frauen

#### 100 m
| Platz | Athletin           | Land | Zeit (s) |
| ----- | ------------------ | ---- | -------- |
| 1     | Athaleyha Hinckson | GUY  | 11,76    |
| 2     | María Maturana     | COL  | 11,85    |
| 3     | Vanessa Sena       | BRA  | 11,86    |
| 4     | Hakelly de Souza   | BRA  | 11,88    |
| 5     | Cayetana Chirinos  | PER  | 11,90    |
| 6     | Beynailis Romero   | VEN  | 12,04    |
| 7     | Stefanny Julio     | COL  | 12,05    |
| 8     | Morena Zárate      | ARG  | 12,08    |

Wind: +0,4 m/s

#### 200 m
| Platz | Athletin         | Land | Zeit (s) |
| ----- | ---------------- | ---- | -------- |
| 1     | Antonia Ramírez  | CHI  | 24,24    |
| 2     | Dana Jiménez     | COL  | 24,32    |
| 3     | Hakelly de Souza | BRA  | 24,41    |
| 4     | Beynailis Romero | VEN  | 24,49    |
| 5     | Morena Zárate    | ARG  | 24,80    |
| 6     | Genesis Cañola   | ECU  | 24,97    |
| 7     | Xiomara Ibarra   | ECU  | 25,14    |
|       | Bianca Conroy    | PER  | DNS      |

Wind: 0,0 m/s

#### 400 m
| Platz | Athletin              | Land | Zeit (s) |
| ----- | --------------------- | ---- | -------- |
| 1     | Júlia Aparecida Rocha | BRA  | 54,32    |
| 2     | Nahomy Castro         | COL  | 54,87    |
| 3     | Tianna Springer       | GUY  | 55,12    |
| 4     | Malena Galván         | ARG  | 55,37    |
| 5     | Isabella Hurtado      | COL  | 55,61    |
| 6     | Xiomara Ibarra        | ECU  | 55,88    |
| 7     | Génesis Cañola        | ECU  | 56,72    |
| 8     | Giuliana Oroná        | URU  | 60,21    |

#### 800 m
| Platz | Athletin          | Land | Zeit (min) |
| ----- | ----------------- | ---- | ---------- |
| 1     | Isabel Conde      | ARG  | 2:06,00    |
| 2     | Sabrina Gabrieli  | BRA  | 2:08,57    |
| 3     | Luise Rosa Braga  | BRA  | 2:09,20    |
| 4     | Pamela Barreto    | ECU  | 2:09,76    |
| 5     | Lily Alder        | ECU  | 2:12,62    |
| 6     | Juana Zuberbuhler | ARG  | 2:12,98    |
| 7     | Luciana Fernández | PER  | 2:13,87    |
| 8     | Jacoba Goicochea  | PER  | 2:16,19    |

#### 1500 m
| Platz | Athletin          | Land | Zeit (min) |
| ----- | ----------------- | ---- | ---------- |
| 1     | Vanessa Alder     | ECU  | 4:28,07    |
| 2     | Lily Alder        | ECU  | 4:28,30    |
| 3     | Luise Rosa Braga  | BRA  | 4:28,96    |
| 4     | Karol Luna        | COL  | 4:33,19    |
| 5     | Juana Zuberbuhler | ARG  | 4:34,42    |
| 6     | Dayana Flores     | PER  | 4:35,54    |
| 7     | Jacoba Goicochea  | PER  | 4:38,80    |
| 8     | Laura Camargo     | COL  | 4:39,98    |

#### 3000 m
| Platz | Athletin           | Land | Zeit (min) |
| ----- | ------------------ | ---- | ---------- |
| 1     | Vanessa Alder      | ECU  | 09:50,61   |
| 2     | Karol Luna         | COL  | 09:51,41   |
| 3     | Luz Lizandra Arias | PER  | 09:51,88   |
| 4     | Lilian Mateo       | BOL  | 09:54,38   |
| 5     | Yessica Patatingo  | PER  | 09:56,20   |
| 6     | Helena Mees        | BRA  | 10:06,20   |
| 7     | Luisa Monteiro     | BRA  | 10:34,07   |
| 8     | Angela Ojeda       | CHI  | 10:59,88   |

#### 5000 m
| Platz | Athletin           | Land | Zeit (min) |
| ----- | ------------------ | ---- | ---------- |
| 1     | Luz Lizandra Arias | PER  | 17:07,70   |
| 2     | Alison Guamán      | ECU  | 17:11,07   |
| 3     | Lilian Mateo       | BOL  | 17:17,62   |
| 4     | Kauane Joaquim     | BRA  | 17:47,45   |
| 5     | Luisa Monteiro     | BRA  | 18:00,23   |
| 6     | Salicia Salcedo    | PER  | 18:51,54   |
| 7     | Angela Ojeda       | CHI  | 18:58,02   |

#### 10.000 m Bahngehen
| Platz | Athletin          | Land | Zeit (min) |
| ----- | ----------------- | ---- | ---------- |
| 1     | Rubi Segura       | COL  | 48:26,39   |
| 2     | Katherine Barreto | ECU  | 50:47,23   |
| 3     | María Portilla    | ECU  | 51:43,53   |
| 4     | Luciana Hilario   | PER  | 52:21,17   |

#### 100 m Hürden
| Platz | Athletin                 | Land | Zeit (s) |
| ----- | ------------------------ | ---- | -------- |
| 1     | Helen Bernard            | ARG  | 13,82    |
| 2     | Catalina Rozas           | CHI  | 13,90    |
| 3     | Luciana Zapata           | COL  | 13,93    |
| 4     | Pietra Campbell          | BRA  | 14,03    |
| 5     | Beatriz Camargo Monteiro | BRA  | 14,35    |
| 6     | Michell Ulabarri         | CHI  | 14,49    |
| 7     | Yulissa Molinas          | ECU  | 14,74    |
| 8     | María Alejandra Castillo | ECU  | 14,89    |

Wind: −1,2 m/s

#### 400 m Hürden
| Platz | Athletin        | Land | Zeit (s) |
| ----- | --------------- | ---- | -------- |
| 1     | Amanda da Silva | BRA  | 59,63    |
| 2     | Paola Loboa     | COL  | 60,13    |
| 3     | Helen Bernard   | ARG  | 60,19    |
| 4     | Nykolli Alves   | BRA  | 61,90    |
| 5     | Sayuri Rentería | COL  | 64,04    |
| 6     | Ximena Vásquez  | PER  | 64,05    |
| 7     | Adriana Alajo   | ECU  | 64,98    |
| 8     | Emilia Martínez | PER  | 65,37    |

#### 3000 m Hindernis
| Platz | Athletin           | Land | Zeit (min) |
| ----- | ------------------ | ---- | ---------- |
| 1     | Alison Guamán      | ECU  | 10:35,97   |
| 2     | Laura Camargo      | COL  | 10:44,78   |
| 3     | Russell Cjuro      | PER  | 10:50,40   |
| 4     | Joaquina Dura      | ARG  | 11:14,81   |
| 5     | Salicia Salcedo    | PER  | 11:37,13   |
| 6     | Bianca Davi        | BRA  | 11:46,17   |
| 7     | Fernanda Schneider | BRA  | 11:52,40   |

#### 4 × 100 m Staffel
| Platz | Land        | Athletinnen                                                              | Zeit (s) |
| ----- | ----------- | ------------------------------------------------------------------------ | -------- |
| 1     | Brasilien   | Beatriz Monteiro Vanessa Sena Pietra Campbell Hakelly de Souza           | 46,15    |
| 2     | Chile       | Sofia Segura Antonia Ramírez Catalina Rozas Blanca Yarur                 | 46,23    |
| 3     | Kolumbien   | Luciana Zapata Dana Jiménez María Maturana Stefany Julio                 | 46,55    |
| 4     | Argentinien | Malena Galván Victoria Zanolli Helen Bernard Morena Zárate               | 47,01    |
| 5     | Ecuador     | María Alejandra Castillo Xiomara Ibarra Génesis Cañola Marolyn Pastrana  | 47,28    |
| 6     | Peru        | Luciana Cateriano Bianca Conroy María Fernanda Alondra Cayetana Chirinos | 47,59    |

#### 4 × 400 m Staffel
| Platz | Land        | Athletinnen                                                                    | Zeit (min) |
| ----- | ----------- | ------------------------------------------------------------------------------ | ---------- |
| 1     | Kolumbien   | Isabella Hurtado Lenis Rivas Nahomy Castro Paola Loboa                         | 3:43,24    |
| 2     | Argentinien | Helen Bernard Juana Zuberbuhler Malena Galván Isabel Conde                     | 3:45,22    |
| 3     | Brasilien   | Beatriz Monteiro Nykolli Alves Maria Eduarda de Oliveira Júlia Aparecida Rocha | 3:47,86    |
| 4     | Ecuador     | Adriana Alajo Génesis Cañola Camille Romero Xiomara Ibarra                     | 3:48,64    |
| 5     | Peru        | Kimberly Borja Ximena Vásquez Jacoba Goicochea Luciana Fernández               | 3:54,31    |

#### Hochsprung
| Platz | Athletin                  | Land | Höhe (m) |
| ----- | ------------------------- | ---- | -------- |
| 1     | María Isabel Arboleda     | COL  | 1,82     |
| 2     | Maria Eduarda de Oliveira | BRA  | 1,76     |
| 3     | Luiza Lummertz            | BRA  | 1,70     |
| 4     | Emeli Desiderio           | ECU  | 1,70     |
| 5     | Katherine Desiderio       | ECU  | 1,65     |
| 6     | Brianna Suárez            | PER  | 1,55     |
|       | Kiara Mujica              | PER  | NMH      |

#### Stabhochsprung
| Platz | Athletin             | Land | Höhe (m) |
| ----- | -------------------- | ---- | -------- |
| 1     | Carolina Scarponi    | ARG  | 3,80     |
| 2     | Júlia Santos         | BRA  | 3,80     |
| 3     | Luiza Camargos       | BRA  | 3,60     |
| 3     | Luna Pabón           | COL  | 3,60     |
| 5     | María Fernanda Gómez | COl  | 3,40     |
| 6     | Luciana Paredes      | PER  | 3,20     |

#### Weitsprung
| Platz | Athletin         | Land | Weite (m) |
| ----- | ---------------- | ---- | --------- |
| 1     | Vanessa Sena     | BRA  | 6,17      |
| 2     | Dana Jiménez     | COL  | 6,05      |
| 3     | Victoria Zanolli | ARG  | 5,84      |
| 4     | Isabela Teixeira | BRA  | 5,82      |
| 5     | Jenny Panezo     | ECU  | 5,34      |
| 6     | Matilde Tejos    | CHI  | 5,32      |
| 7     | Nicole Torrejón  | PER  | 5,24      |
| 8     | Tai Ayovi        | ECU  | 5,19      |

#### Dreisprung
| Platz | Athletin                  | Land | Weite (m) |
| ----- | ------------------------- | ---- | --------- |
| 1     | Sylvana Behile            | ECU  | 12,96     |
| 2     | Valery Arce               | COL  | 12,43     |
| 3     | Suri Caicedo              | ECU  | 12,10     |
| 4     | Maria Eduarda de Oliveira | BRA  | 12,10     |
| 5     | Valery Patba              | COL  | 11,79     |
| 6     | Karine Estefabe           | BRA  | 11,56     |
| 7     | Nicole Torrejón           | PER  | 11,51     |
| 8     | Matilde Tejos             | CHI  | 11,34     |

#### Kugelstoßen
| Platz | Athletin         | Land | Weite (m)   |
| ----- | ---------------- | ---- | ----------- |
| 1     | Belsy Quiñónez   | ECU  | 15,09 NU20R |
| 2     | Edimara Alves    | BRA  | 14,51       |
| 3     | Natalia Santos   | BRA  | 14,15       |
| 4     | Sury Murillo     | COL  | 13,60       |
| 5     | Luisanyz Fuentes | VEN  | 13,12       |

#### Diskuswurf
| Platz | Athletin         | Land | Weite (m) |
| ----- | ---------------- | ---- | --------- |
| 1     | Ottaynis Febres  | VEN  | 47,52     |
| 2     | Samanta Santos   | BRA  | 46,78     |
| 3     | Raissa Ramos     | BRA  | 46,45     |
| 4     | Estefanía Mena   | COL  | 45,13     |
| 5     | Angelica Caicedo | COL  | 43,74     |
| 6     | Belsy Quiñónez   | ECU  | 43,37     |

#### Hammerwurf
| Platz | Athletin           | Land | Weite (m) |
| ----- | ------------------ | ---- | --------- |
| 1     | Giuliana Baigorria | ARG  | 57,62     |
| 2     | Kimberly de Souza  | BRA  | 55,04     |
| 3     | Florencia Sánchez  | ARG  | 52,68     |
| 4     | Marly Herrera      | ECU  | 52,42     |
| 5     | Carol Hurtado      | COL  | 50,58     |

#### Speerwurf
| Platz | Athletin        | Land | Weite (m) |
| ----- | --------------- | ---- | --------- |
| 1     | Milagros Rosas  | ARG  | 47,52     |
| 2     | Malena Córdoba  | ARG  | 46,36     |
| 3     | Hashly Ayoví    | ECU  | 45,02     |
| 4     | Kimberly Flores | PER  | 41,61     |
| 5     | Yudisa Martínez | COL  | 41,33     |
| 6     | Rafaela Sánchez | PER  | 40,26     |

#### Siebenkampf
| Platz | Athletin         | Land | Punkte     |
| ----- | ---------------- | ---- | ---------- |
| 1     | Renata Godoy     | ARG  | 5062       |
| 2     | Isabela Teixeira | BRA  | 4954       |
| 3     | Júlia Marconato  | BRA  | 4917       |
| 4     | Yudisa Martínez  | COL  | 4742       |
| 5     | Sofía Ingold     | URU  | 4554 NU20R |
| 6     | Valeska Valencia | ECU  | 4139       |

### Mixed

#### 4 × 400 m Staffel
| Platz | Land        | Athleten                                                                           | Zeit (min) |
| ----- | ----------- | ---------------------------------------------------------------------------------- | ---------- |
| 1     | Kolumbien   | Óscar Leal Isabella Hurtado José Mosquera Paola Loboa                              | 3:24,31    |
| 2     | Argentinien | Tomás Mirón Malena Galván Isabel Conde Manuel Juárez                               | 3:27,72    |
| 3     | Ecuador     | Elias Cañola Génesis Cañola Ian Andrey Pata Xiomara Ibarra                         | 3:28,80    |
| 4     | Brasilien   | Murilo Henrique dos Santos Amanda da Silva Vinícius de Brito Júlia Aparecida Rocha | 3:33,97    |
| 5     | Peru        | Matías Villar Daniela Salazar Jeffrey Cajo Ximena Vásquez                          | 3:37,88    |
| 6     | Uruguay     | Edgar Rosabal Martina Bonaudi Gonzalo Gervasini Giuliana Oroná                     | 3:43,71    |